# 코리스코섬

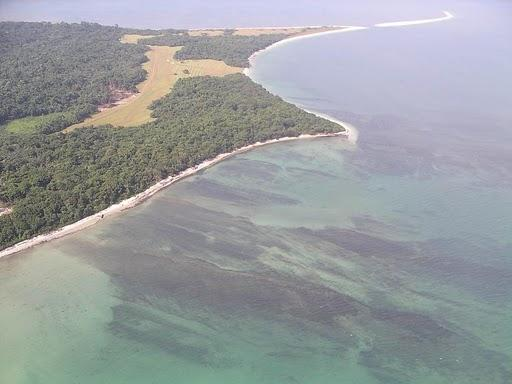
코리스코섬

코리스코섬과 엘로베이 제도의 위치

코리스코섬(스페인어: Corisco)은 대서양과 접한 적도 기니의 섬이다. 면적은 14km2, 높이는 35m이며 사람이 살지 않는 무인도이다.
적도 기니의 대륙 지방인 리오무니에서 남서쪽으로 29km 정도 떨어진 곳에 위치하며 행정 구역상으로는 리토랄주에 속한다. 섬 이름은 포르투갈어로 "번개"를 뜻하는 '코리스쿠'(Corisco)에서 유래된 이름이다. 가봉이 영유권을 주장하고 있는 분쟁 지역이다.